# Agustín José Donado
Agustín José Donado (Buenos Aires, Gobernación del Río de la Plata, 8 de agosto de 1767 - 1831) fue uno de los principales promotores del movimiento independentista argentino que desembocó en la Revolución de mayo de 1810, en la cual su participación fue de suma importancia especialmente en el control de la información y del acceso al Cabildo Abierto del 22 de mayo. Participó en la creación de la escarapela argentina, fue diputado en la Asamblea del año XIII y en la Legislatura en 1828.

## Biografía
Agustín José Donado Bohorques nació en la ciudad de Buenos Aires el 8 de agosto de 1767. Contrajo nupcias con Tomasa de Moles Ponce de León, con quien tuvo al menos una hija, Micaela Donado y Moles.
Su hermano, Ángel Donado, nacido también en Buenos Aires, se graduó de doctor en medicina.
Consta en una lista del 14 de septiembre de 1799 que Agustín Donado era a los 32 años uno de los 62 alumnos que asistían a las clases de dibujo de Juan Antonio Gaspar Hernández, en la Academia de Dibujo que acababa de fundar el Secretario del Consulado de Comercio de Buenos Aires Manuel Belgrano.

### Independencia
Ya a fines del siglo XVIII existían movimientos más o menos organizados en pos de lograr un cambio en la situación política local. En 1795 la Logia Independencia se reunía en un local conocido con el nombre de Residencia, situado en la calle Bethlem, entre Defensa y Balcarce, y se instauró contra ellos un proceso por una supuesta conspiración. Algunos de los apellidos que la componían son: Juan Barbarian, un panadero de nombre Luis, Santiago de Liniers y Andrés Desplaud. En 1806, el edificio de la Residencia se destinó a convertirse en Hospital de enfermos crónicos, por lo cual los logistas desalojaron el local.
| - Manuel Belgrano - Juan José Castelli - Nicolás Rodríguez Peña |

El siguiente movimiento en ese sentido fue para algunos la llamada «Sociedad de los Siete», integrada por Agustín Donado, Manuel Belgrano, Juan José Castelli, Juan José Paso, Hipólito Vieytes, Nicolás Rodríguez Peña y el canónigo Manuel Alberti. Existiera o no formalmente como tal, el grupo de opinión era un hecho y operaba en pos de lograr la autonomía política y comercial. Tras las invasiones inglesas, algunos de sus miembros mantuvieron su objetivo, despojado ya de todo carácter masónico, y fueron involucrando a otros miembros de la comunidad. 
| - Juan José Paso - Manuel Alberti |

### La imprenta

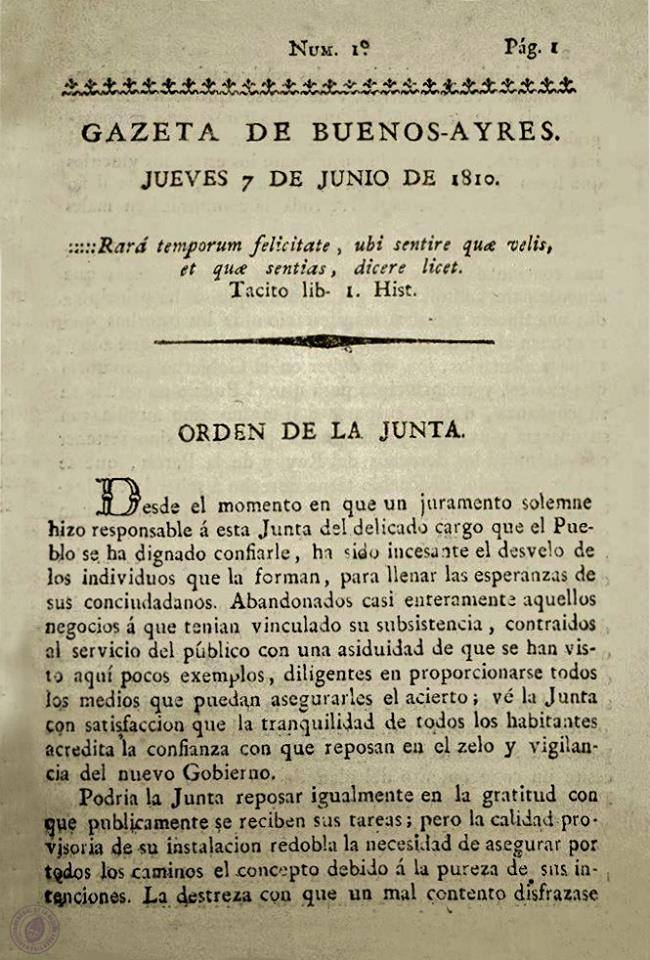
Gazeta de Buenos Aires..

El 28 de noviembre de 1809 vencía el plazo de arrendamiento de la Real Imprenta de Niños Expósitos que Juan José Pérez había ganado ilegítimamente cinco años antes. Lo sucedió en la concesión Agustín Donado (con dinero propio o por cuenta de terceros), con lo cual el movimiento obtuvo el control de una herramienta que resultaría clave para sus objetivos, en lo que respecta a la necesaria difusión de las ideas que los sustentaban, al control de la información en momentos en que tomar rápido y seguro conocimiento de las novedades en el Plata y en Europa era más que nunca necesario, a proveerlos de una justificación para reunirse e incluso a auxiliarlos en cuestiones operativas como se vería pronto.
En momentos de hacerse cargo, se imprimía aún la Gazeta de Gobierno, a cargo del mismo Virrey Baltasar Hidalgo de Cisneros. El 9 de enero de 1810 dejó de salir la Gazeta y Cisneros dio apoyo al proyecto propuesto por Manuel Belgrano, el Correo de Comercio, cuyo primer número salió el 3 de marzo de 1810, primer periódico editado por un hijo el país.
Su imprenta se encargó luego de los primeros periódicos posteriores a la revolución: la Gazeta de Buenos Ayres, órgano oficial de la revolución, lanzada por Mariano Moreno el 7 de junio de 1810, El Censor de Vicente Pazos Silva el 7 de enero de 1812, Mártir o libre, de Bernardo Monteagudo, el 29 de marzo de 1812, El grito del Sud fundado por Julián Álvarez el 14 de julio de 1812.

### Mayo

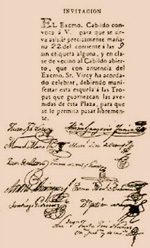
Invitación al Cabildo abierto del 22 de mayo..

Hacia principios de 1810, entre los vecinos de Buenos Aires que se habían sumado al grupo de Agustín Donado y hablaban de independencia de manera más o menos abierta ya se contaban a Nicolás Rodríguez Peña, Manuel Belgrano, Juan José Paso, Francisco Paso, Hipólito Vieytes, Miguel Irigoyen, Domingo French, Alberti, Juan Florencio Terrada, José Darragueira, Feliciano Chiclana, Castelli, Eustoquio Díaz Vélez, 
Antonio Luis Beruti, Juan José Viamonte, Tomás Guido, Buenaventura de Arzac, Francisco Planes, Felipe Cardoso, Vicente Dupuy, Francisco Mariano de Orma, Fray José Ignacio Grela, Fray Juan Manuel Aparicio, entre otros. Las reuniones se realizaban en la casa de Vieytes en la calle Venezuela, en la de Nicolás Rodríguez Peña, en la calle Piedad tras de la iglesia de San Miguel, o en la quinta de Francisco Mariano de Orma.
El 14 de marzo de 1810 la fragata inglesa HMS Mistletoe al mando de Roberto Ramsay arribó a Buenos Aires llevando noticias originadas en Cádiz y fechadas el 4 de febrero de que los franceses ocupaban ya Andalucía y se había disuelto la Junta de Sevilla, el cuerpo de gobierno que había nombrado al virrey y último bastión de la resistencia española contra Francia.
Cisneros intentó frenar la difusión de las malas nuevas, pero Agustín Donado obtuvo una copia que tradujo rápidamente y comunicó a Vieytes, Rodríguez Peña y Francisco Paso, tras lo cual fueron a verlo a Martín Rodríguez, segundo jefe del regimiento de húsares, comandado por Juan Martín de Pueyrredón. Finalmente la noticia fue comunicada a Belgrano, Saavedra y Castelli que se encontraban en las afueras y la revolución se puso en marcha.  

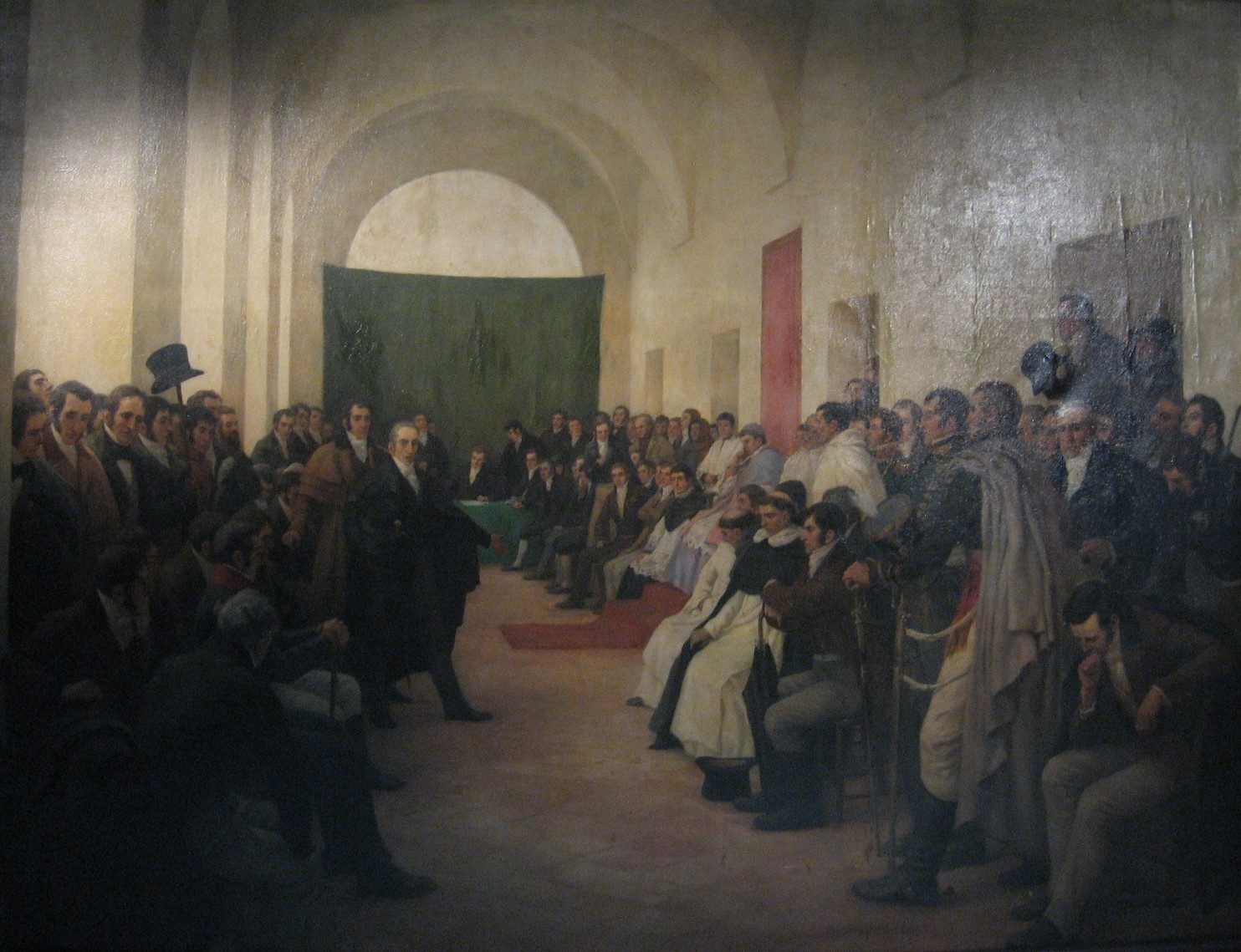
Cabildo abierto del 22 de mayo..

La convocatoria fue controlada por los revolucionarios: en efecto, las tarjetas invitando a los vecinos fueron encomendadas a la única imprenta disponible en el territorio, la de Agustín Donado, lo que permitió a este bloquear desde la impresión la entrega a vecinos considerados notorios realistas y en cambio contar con las esquelas necesarias para distribuirlas entre los partidarios que no habían sido previstos entre los vecinos de consideración.
En el cabildo del 22 de mayo, Donado votó por la moción presentada por Manuel Belgrano, quien secundaba a su vez a Cornelio Saavedra. Votaron de similar manera Ambrosio Pinedo, Manuel Pinto y Antonio Luis Beruti. Ya se habían presentado las votaciones de Juan José Castelli, Martín Rodríguez (acompañado por Mariano Moreno entre otros), Domingo French, Juan Florencio Terrada y Vicente López y Planes, todas secundando también a Saavedra, pero fue la de Belgrano la elegida por Donado.

### Junta Grande
Hacia fines de 1810 Donado, quien seguía controlando la imprenta, fue nombrado alcalde de barrio a cargo del distrito XIV. 
Por esas mismas fechas, el 18 de diciembre de 1810, se produjo la incorporación a la Primera Junta de los diputados de las principales ciudades del interior, con lo que el partido de los llamados morenistas perdió previsiblemente el control de la revolución. Su principal inspirador, Mariano Moreno fue enviado a una misión diplomática muriendo en alta mar. 
Tras la partida de Moreno algunos miembros del partido permanecieron en la Junta, mientras otros encabezados por Donado, French, Beruti y Terrada empezaron a trabajar en la formación de una sociedad que los nucleara. 
En febrero de 1811 «se descubrieron unas escarapelas cuya significación era la libertad ... escarapelas de fondo celeste pero no se hicieron públicas hasta el mes de marzo y se consagraron el día 23, al quedar constituida formalmente la Sociedad Patriótica en el café de Marco, situado en la esquina del costado de San Ignacio».
Al enterarse Saavedra de que »se hacían invitaciones para una reunión armada por medio de agentes que se distinguían con una escarapela blanca y celeste ordenó prender a los que encontrasen con divisas blancas y celestes y a los que pareciesen sospechoso». 
Fueron detenidos en la galería de la Fortaleza más de ochenta jóvenes de menos de veinticinco años e interrogados por el secretario de la Junta Hipólito Vieytes, mera formalidad de quien de hecho era miembro del partido.

### Movimiento de losorilleros

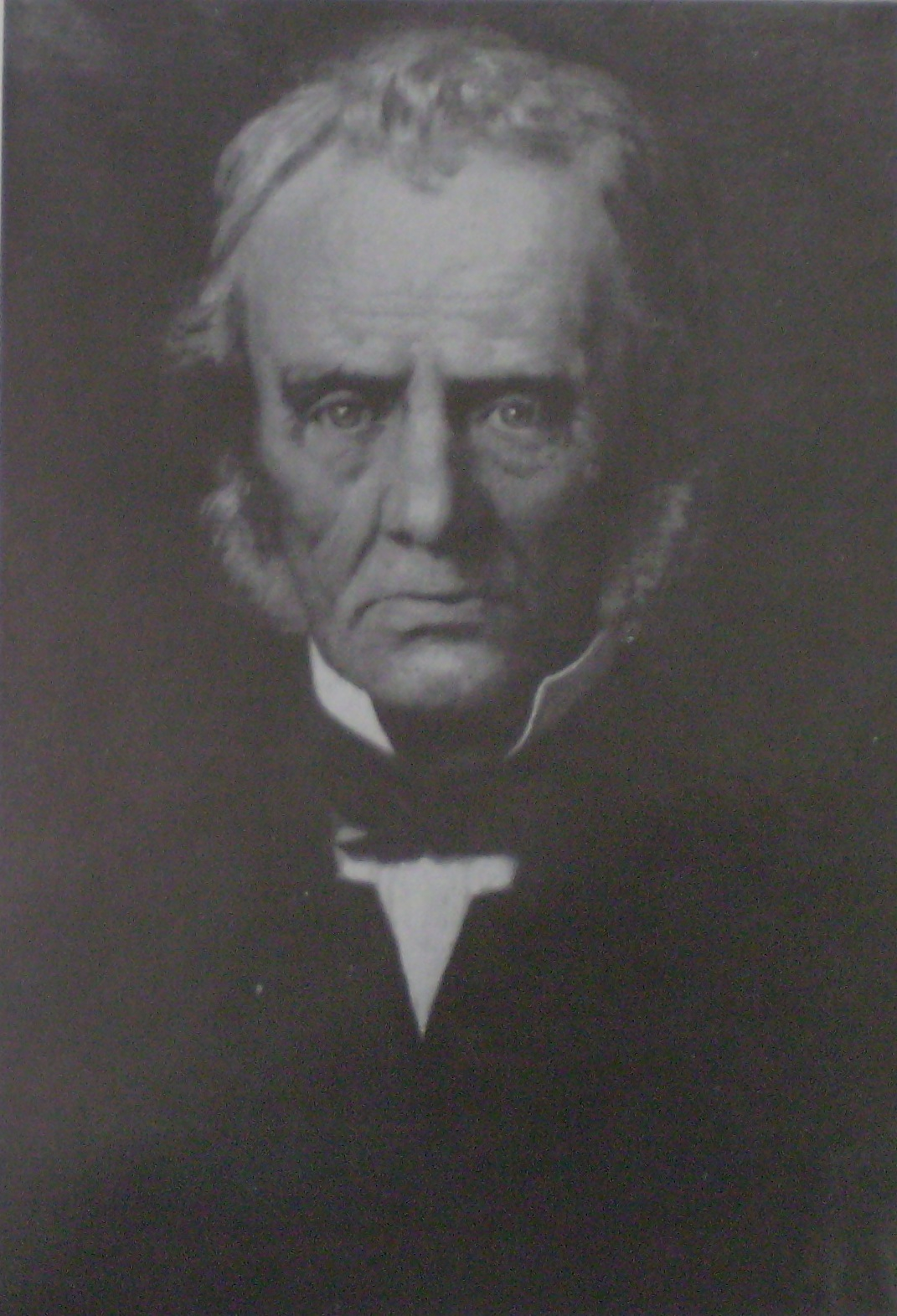
Joaquín Campana.

Esta primera etapa de la Sociedad Patriótica y Literaria fue de breve existencia. En momentos en que se percibían complicaciones crecientes en la marcha de la guerra la existencia de un partido militante con miembros, aunque fuera en minoría, en el poder ejecutivo y que contaba con el apoyo de tropas organizadas (el Regimiento de la Estrella comandado por Domingo French y con Antonio Luis Beruti como su segundo al mando) y el de buena parte de la población (incluyendo algunos alcaldes de barrio que respondían a Agustín Donado y podían movilizar a numerosos vecinos) era una amenaza cierta para la Junta.
La respuesta del partido de Cornelio Saavedra y el Deán Funes consistió en anticipar cualquier posible pronunciamiento de la oposición y lo hizo basándose al igual que sus adversarios en las tropas y en la población organizada. La organización del movimiento se efectuó de manera de no comprometer la participación visible de sus dirigentes, quienes se manifestarían sorprendidos por los hechos y llevados por las circunstancias.
Narra el Dean Funes que a las 23:30 de la noche del 5 de abril de 1811 estaba para acostarse cuando fue a verlo Agustín Donado (a quien llama uno «de los principales de la Sociedad Patriótica») lleno de temor porque una multitud avanzaba hacia la Plaza de la Victoria.

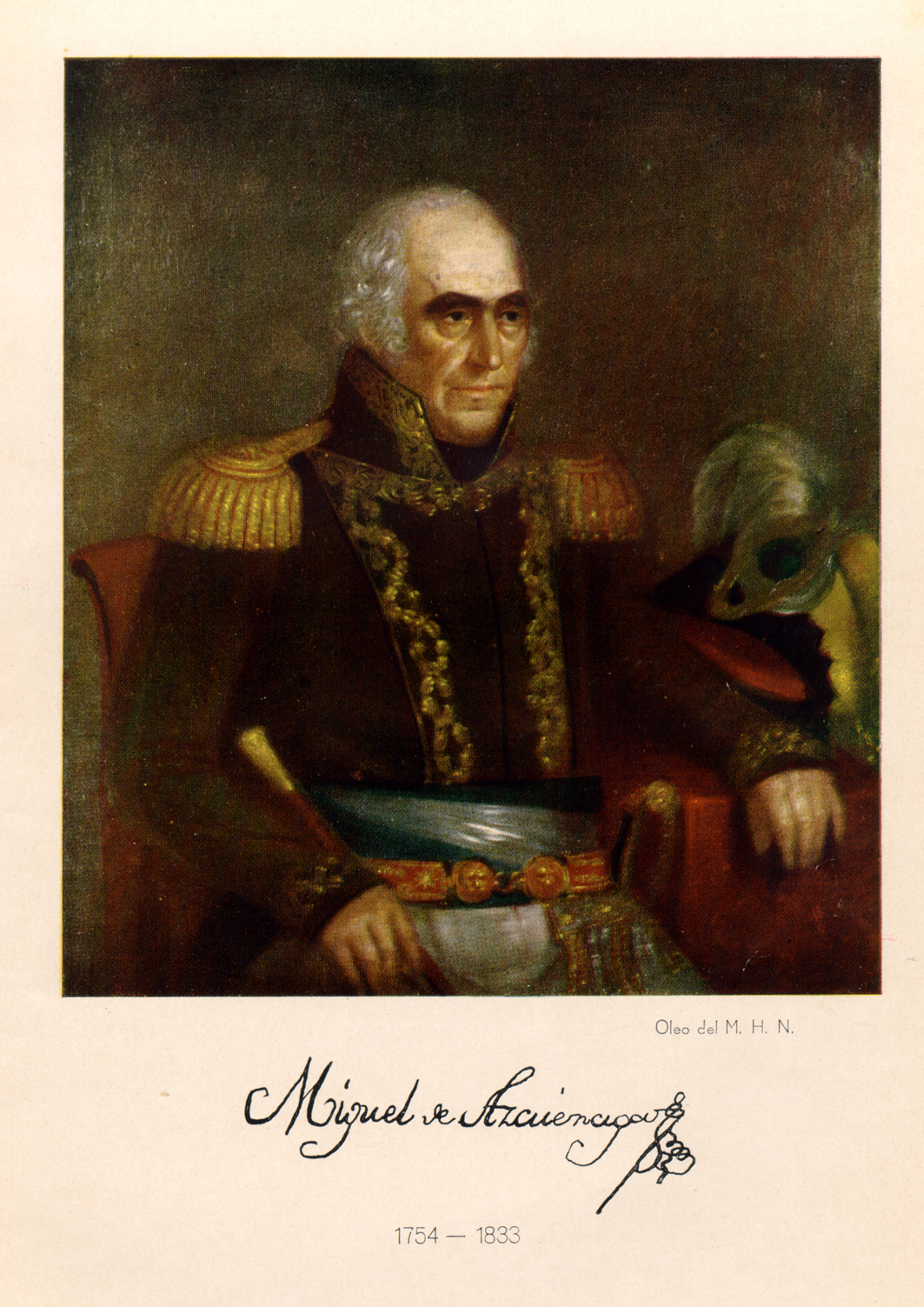
Miguel Azcuénaga.

En efecto, un gran número de personas procedentes de las afueras de la ciudad, denominados por tal razón orilleros, ocuparon la plaza al mando de Joaquín Campana y Tomás Grigera en la madrugada del 5 de abril y el día siguiente con el apoyo de las tropas al mando de Martín Rodríguez presentaron ante el Cabildo de Buenos Aires una serie de peticiones, las que fueron aceptadas en su totalidad por la Junta y los jefes militares que respondían a Saavedra.
Entre esos puntos se reclamó y obtuvo la separación y expulsión de la provincia de los miembros morenistas de la Junta (Nicolás Rodríguez Peña, Hipólito Vieytes, Miguel de Azcuénaga y Juan Larrea). 
En el artículo octavo se solicitaba también que: 

«Por autores de la sedición que acaba de suceder tomando como pretexto la confinación de los europeos solteros, deben separarse de sus empleos, y decretarse la expatriación de Don Domingo French, Don Antonio Luis Beruti, Don Agustín Donado, Don Gervasio Posadas y el presbítero Vieytes; pues no es justo se abuse de la alta representación del Pueblo, que no lo ha confiado a semejantes individuos con miras de envolvernos en sangre.»

Donado fue multado con 2000 pesos, detenido ese mismo día y enviado a la guardia de Luján. En un primer momento se dispuso que fuera recluido en Carmen de Patagones pero a comienzos de mayo fue trasladado finalmente a San Luis para ser confinado bajo vigilancia policial con sólo 16 pesos mensuales asignados en concepto de alimentos.

### Triunvirato
Tras la derrota del 20 de junio de 1811 en la Batalla de Huaqui, la situación en el norte se deterioró rápidamente. Los principales referentes de la Junta (Saavedra y Funes) partieron de Buenos Aires lo que fue aprovechado por la oposición. El 17 de septiembre fue detenido Campana y el 23 de ese mes caía el ejecutivo y era reemplazado por el Primer Triunvirato. 
El 1 de octubre el nuevo gobierno decretó la libertad de Donado y sus compañeros: 

"Octubre 1° de 1811. - Vistos los presentes autos seguidos sobre los acontecimientos de los días 5 y 6de abril del corriente, relativos a una revolución o sedición intentada en esta ciudad; no resultando de ellos comprobado, ni aun indicado el menor crimen contra los señores vocales, que fueron de este gobierno, coronel D. Miguel Azcuénaga, D. Juan Larrea, D. Nicolás Peña y D. Hipólito Vieytes; ni contra el coronel D. Domingo French, el teniente coronel D. Antonio Luis Berutti, el presbítero D. Domingo Vieytes, D. Agustín Donado, D. Gervasio Antonio Posadas y D. Felipe Cardoso; declárase por ahora, y sin perjuicio de otras declaratorias que se hagan oportunamente, que los citados señores vocales y demás sujetos mencionados, pueden restituirse libremente a sus domicilios; y al efecto líbrense las órdenes correspondientes a los comandantes o jueces en cuyo distrito fueron confinados, pasándose igualmente oficios a los interesados para su inteligencia
Feliciano Chiclana, Manuel de Sarratea, Juan José Passo. Bernardino Rivadavia, Secretario."

Donado volvió a su imprenta y en noviembre de 1811 intentó obtener del Cabildo un aumento de la tarifa de impresión que entonces regía, lo que le fue denegado.

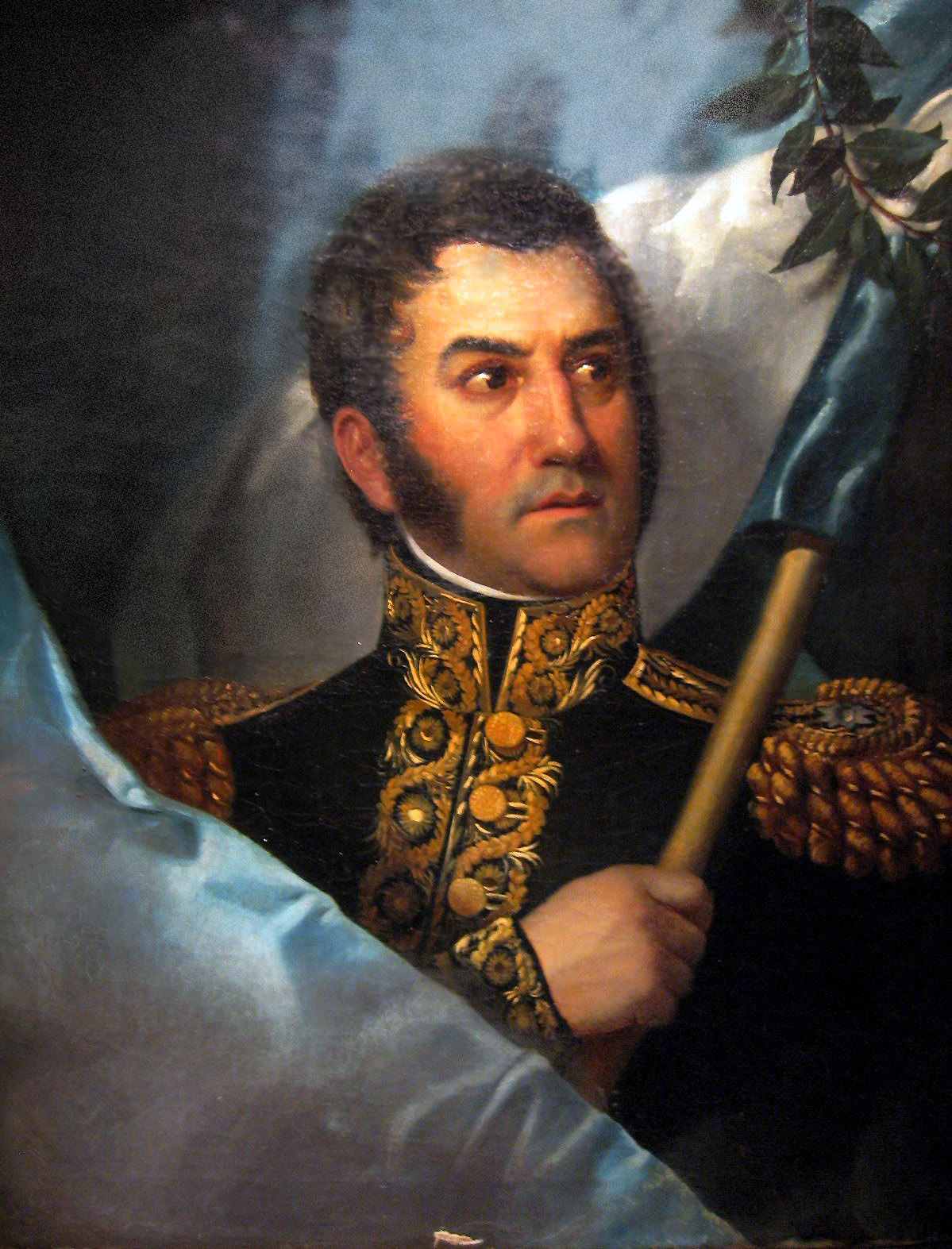
José de San Martín.

También se reincorporó a la política. La Sociedad Patriótica, aunque debilitada, había sido mantenida con vida por Bernardo de Monteagudo. 
El 29 de marzo de 1812 Monteagudo edita en la imprenta de Donado su periódico Mártir o libre, que junto con El grito del Sud fundado por Julián Álvarez el 14 de julio de 1812 acrecentarán la oposición al nuevo gobierno que crecientemente controlado por Bernardino Rivadavia retrocedía en los objetivos de la revolución.
El 9 de marzo de 1812 arribaron a Buenos Aires José de San Martín, Carlos María de Alvear y José Matías Zapiola, quienes en agosto fundaron la Logia Lautaro, la cual atrajo rápidamente a los integrantes de la Sociedad Patriótica. En esta se formaron pronto dos tendencias, una favorable a Alvear y la otra a San Martín. Donado adscribió a esta última y minoritaria fracción.
Donado fue también uno de los primeros y principales apoyos de San Martín en la formación del Regimiento de Granaderos a Caballo, por ejemplo mediante la donación de 20 caballos según refleja la Gazeta del 23 de octubre de 1812, con mucho la mayor de las donaciones efectuadas a esos efectos.
En la elección de los miembros de la Asamblea Provisional de las Provincias Unidas del Río de la Plata (la que sería disuelta por el ejecutivo), efectuada en el recinto del Cabildo el 31 de marzo de 1812, Donado votó para representantes por Ramón Vieytes y Mariano Conde.
Tras tenerse noticias de que Belgrano desobedeciendo sus instrucciones había presentado batalla y vencido en Tucumán, el 8 de octubre un pronunciamiento de las tropas provocó finalmente la caída del gobierno que fue reemplazado por el Segundo Triunvirato el cual convocó a una asamblea que reuniría a representantes de las provincias,  cuatro diputados por Buenos Aires, dos por cada capital de intendencia, uno por cada ciudad dependiente y dos por San Miguel de Tucumán, en consideración al valor de sus habitantes demostrado en el triunfo del 24 de septiembre.
San Luis designó inicialmente a Nicolás Rodríguez Peña y le transmitió  instrucciones de obtener el derecho de nombrar al teniente gobernador, de fijar la Jurisdicción con Córdoba y lograr la creación de una escuela.
Incorporado al nuevo gobierno, Peña es reemplazado por Agustín Donado el 13 de enero de 1813. Sus instrucciones sumadas a las mencionadas, consistían en asegurar la existencia e independencia civil de la nación.

### Asamblea del Año XIII
La llamada Asamblea del Año XIII inició sus deliberaciones el 31 de enero y pronto se pusieron de manifiesto las diferencias de criterio entre la postura sanmartiniana (la minoría, acompañada por Donado) de declarar inmediatamente la independencia y la de los alvearistas quienes en razón de la situación internacional se oponían. 

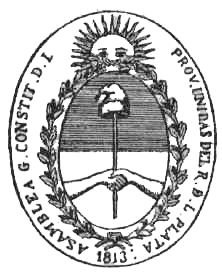
Sello de la Asamblea del Año XIII.

La Asamblea comisionó a Agustín Donado para encargarse de la confección de un sello para autenticar los escritos del gobierno en reemplazo del utilizado hasta entonces con las armas reales de España, y para acuñar la primera moneda nacional. Donado encargó la tarea al grabador cuzqueño radicado en Buenos Aires Juan de Dios Rivera según un diseño que ha sido atribuido al mismo Donado, a Rivera o al artista peruano Isidro Antonio de Castro entre otros. El sello comenzó a ser utilizado por la Asamblea y esta, por decreto del 12 de marzo de 1813, con las firmas de su presidente, Tomás Valle, y el secretario Hipólito Vieytes, dispuso "que el Supremo Poder Ejecutivo use el mismo sello de este Cuerpo Soberano, con la sola diferencia de que la inscripción del Círculo sea la de Supremo Poder Ejecutivo de las Provincias Unidas del Río de la Plata".

Escudo Argentino.

Respecto del principal de los restantes mandatos recibidos por San Luis, el nombramiento de su gobernante, no fue cumplido. Regía la ciudad José Lucas Ortiz cuando Donado, en nombre de Posadas pero a instancias de Nicolás Rodríguez Peña, remitió al Cabildo un oficio comunicando la designación de Vicente Dupuy como teniente de gobernador, con lo cual la autonomía reclamada se desvanecía nuevamente.
En enero de 1813 el gobierno había separado de sus cargos al Comandante de los Resguardos, Francisco Paso y su teniente Pedro Pablo Torres, nombrando en comisión para sustituirlos a Agustín Donado y a Juan Jalavera.

### Últimos años
Tras las derrotas de Vilcapugio y Ayohuma el 31 de enero de 1814 la Asamblea creó el cargó de Director Supremo de las Provincias Unidas del Río de la Plata, ejecutivo unipersonal para el que eligió a uno de los miembros más nuevos del Triunvirato, Gervasio Posadas, tío de Alvear, quien gobernó sin consultar casi a la Asamblea. Desde la segunda mitad del año 1814 esta sólo se reunió dos veces más en el gobierno de Posadas, la segunda para elegirle un sucesor, Carlos María de Alvear, y bajo el gobierno de este último sólo una para refrendar lo actuado por el director.
El 20 de abril de 1815 cayó el gobierno de Alvear ante la rebelión del coronel Ignacio Álvarez Thomas, jefe de la vanguardia del ejército enviado contra Gervasio Artigas, la oposición del interior incluyendo a San Martín y a la pérdida de apoyo en la ciudad (el Cabildo estaba dirigido por Francisco Antonio de Escalada, hermano de Antonio José de Escalada, suegro de San Martín).
El 23 de abril los vocales de la cámara de apelaciones Dr.Gregorio Tagle y Alejo Castex por orden del Cabildo iniciarion procesos por delitos de facción, excesos en la administración pública e infidencia contra Agustín Donado, Gervasio Posadas, Juan Larrea, Nicolás Herrera, Elias Galván y otros. Pese a su caída en desgracia, Donado había sido junto con Rodríguez Peña y Álvarez Jonte, uno de los que convenció a Alvear de resignar el mando el 14 de abril de 1815, evitando un enfrentamiento civil. Los encausados sufrieron el embargo de sus bienes y el destierro. Se permitió que Donado trocase el lugar de su destierro por la Guardia de Luján en vez de la lejana San Luis, mientras se autorizaba a su familia a residir en Buenos Aires.
Recién en 1819 obtuvo su absolución por el Congreso Nacional mediante el recurso de apelación que había interpuesto.
El 19 de abril de 1820 fue nombrado nuevamente en la comandancia del Resguardo en reemplazo de José María de los Santos y Rubio.
El 2 de enero de 1828 fue elegido como representante de San Nicolás de los Arroyos, San Pedro y Baradero ante la Legislatura provincial. Murió pocos años después, en 1831.